# 東布魯克菲爾德 (麻薩諸塞州普查規定居民點)
東布魯克菲爾德（英語：East Brookfield）是位於美國麻薩諸塞州烏斯特縣的一個普查規定居民點。

## 人口
根據2020年美國人口普查的數據，東布魯克菲爾德的面積為4.59平方千米，當中陸地面積為4.19平方千米，而水域面積為0.40平方千米。當地共有人口1292人，而人口密度為每平方千米281.48人。